# Aptesis femoralis
Aptesis femoralis là một loài tò vò trong họ Ichneumonidae.